# Liste der Biografien/Isg
Liste der Biografien |
Portal Biografien |
Personensuche
# |
A |
B |
C |
D |
E |
F |
G |
H |
I |
J |
K |
L |
M |
N |
O |
P |
Q |
R |
S |
T |
U |
V |
W |
X |
Y |
Z |
?
 
Ia |
Ib |
Ic |
Id |
Ie |
If |
Ig |
Ih |
Ii |
Ij |
Ik |
Il |
Im |
In |
Io |
Ip |
Iq |
Ir |
Is |
It |
Iu |
Iv |
Iw |
Ix |
Iy |
Iz
 
Isa |
Isb |
Isc |
Isd |
Ise |
Isf |
Isg |
Ish |
Isi |
Isj |
Isk |
Isl |
Ism |
Isn |
Iso |
Isp |
Isr |
Iss |
Ist |
Isu |
Isw |
Isy
Die Liste der Biografien führt alle Personen auf, die in der deutschsprachigen Wikipedia einen Artikel haben. Dieses ist eine Teilliste mit 5 Einträgen von Personen, deren Namen mit den Buchstaben „Isg“ beginnt.

## Isg

### Isga
- Isgaard (* 1972), deutsche Sängerin
- İsgəndərov, Misrətdin (* 1995), aserbaidschanischer Schachspieler

### Isgr
- Isgró, Salvatore (1930–2004), italienischer Geistlicher, römisch-katholischer Erzbischof von Sassari

### Isgu
- Išgum-Addu, Herrscher von Mari
- Isgur, Nathan (1947–2001), kanadischer Physiker